# José de Bada y Navajas

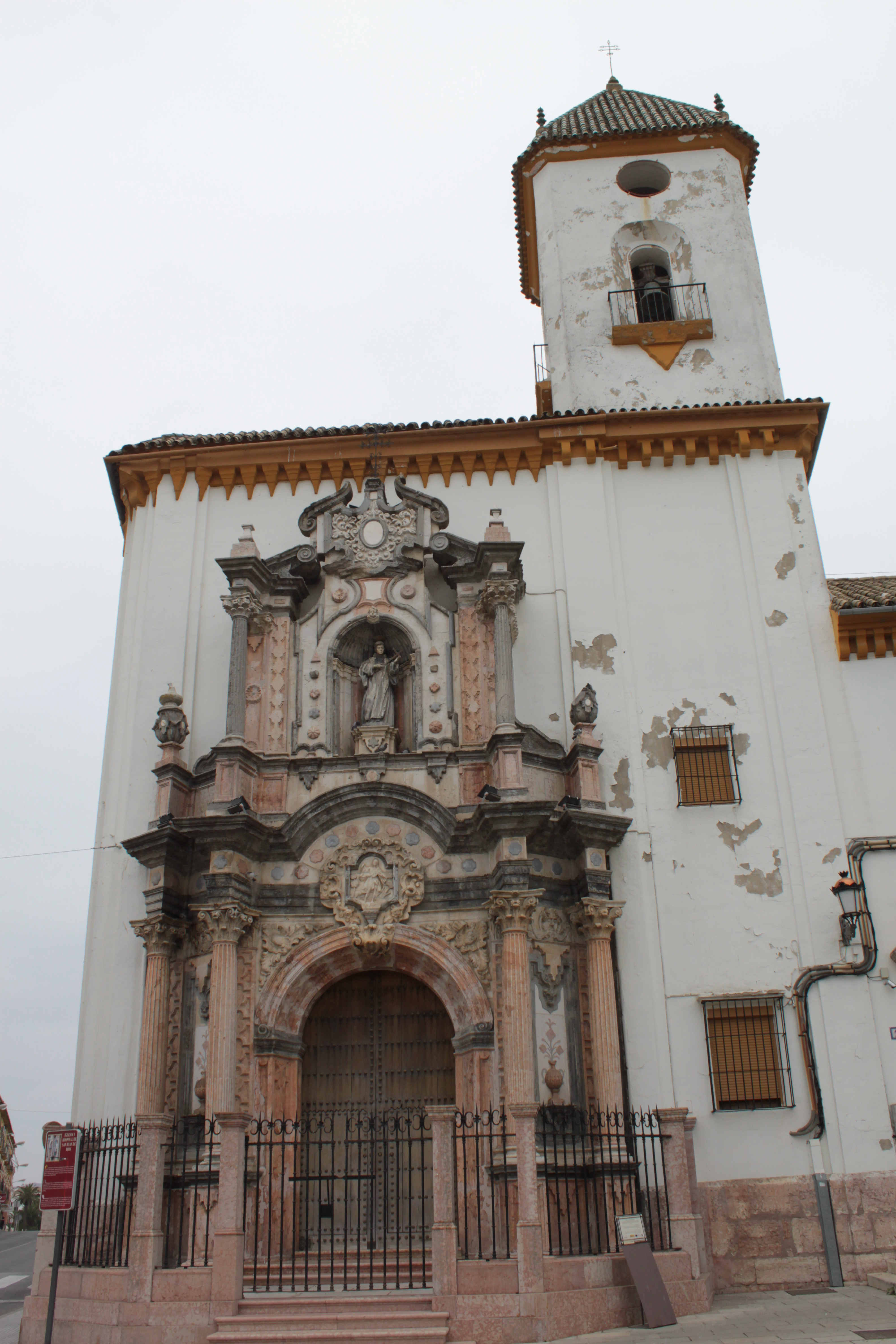
Iglesia de San Juan Bautista, perteneciente al convento de San Juan de Dios. Lucena (España), obra de José de Bada y Navajas

José Marcelo de Bada y Navajas (Lucena, provincia de Córdoba, 16 de enero de 1691 – Granada,  26 de diciembre de 1755) fue un arquitecto barroco español.
Hijo de Toribio de Bada, emigrante asturiano que se estableció en Lucena en busca de trabajo, aunque su familia gozaba de hidalguía en el municipio de Llanes (Asturias), trasladándose poco después a Cabra (Córdoba), donde casó con Ana María Roldán, la cual era hija de Francisco Rodríguez Navajas y hermana de canteros lucentinos. Este matrimonio tuvo dos hijos y dos hijas, de los cuales José Marcelo fue arquitecto y Pedro, aparejador. En Lucena, el padre, Toribio de Bada, junto con Juan Navajas y Hurtado Izquierdo, contratan obras de cantería para Córdoba, como son el retablo de San Pedro de Alcántara y la portada del santuario de la Fuensanta. Más tarde la familia se traslada a Granada, en vísperas de la boda de José con su prima María Rodríguez Navajas, de cuyo enlace nacieron quince hijos: siete varones y ocho mujeres, de los que los tres primeros mueren a corta edad y solamente siete sobreviven al padre.
José de Bada fue cantero desde su niñez, al igual que su padre, el cual poseía dos canteras en la sierra Elvira (Granada). Pero sus dotes artísticas personales y las relaciones familiares lo condujeron al ejercicio de la arquitectura, no en vano su tío y suegro, Francisco Rodríguez Navajas, trabajó como maestro mayor de la catedral de Granada. 
Efectivamente, preocupado por el espacio, la luz y la armonía del conjunto arquitectónico, fue culto, poseedor de principios arquitectónicos, mediante el estudio de las fuentes escritas, al tiempo que artista experimentado, dotado de cualidades excepcionales. Su aprendizaje no solamente fue teórico, sino que desde muy pronto tuvo contactos con obras y artistas, dentro del primer barroco granadino. No fue polifacético, únicamente arquitecto. Aunque podría considerársele retablista, ya que el diseño de portadas podría ser considerado como auténticos retablos en piedra. Para él, la escultura se encuentra al servicio de la arquitectura, como ornamentación de los edificios. 
Se sintió arquitecto en el más puro sentido del término. Siempre se consideró maestro y dueño de su arte. Su personalidad artística y humana fue notable y algo incontrolada. Por ello fue un hombre discutido por muchos, aunque tras un carácter irónico, altivo y tenaz, casi todos sus contemporáneos adivinarán al gran arquitecto de quien se podría decir que la supervivencia clásica era insuficiente para satisfacer las iniciativas nuevas, no obstante su clara tendencia hacia aquellas estructuras.
Su juventud le llegó dirigiendo ya sus primeras obras arquitectónicas y materialmente apenas tuvo tiempo para establecerse como aprendiz.

## Producción
Dentro de su producción arquitectónica se debe establecer el conjunto de las grandes obras debidas a la maestría de Bada, las cuales duraron tanto como su vida profesional, como son la iglesia del Sagrario de la catedral de Granada, sus intervenciones en la catedral de Málaga y el conjunto del hospital y Basílica de San Juan de Dios, de la misma Granada. De su restante producción arquitectónica, figuran como obras ciertas: el pasadizo de la iglesia del Sagrario hasta la Capilla Real (1717), la torre de la iglesia de la Compañía de Jesús, actual parroquia de los Santos Justo y Pastor (1719) y el trascoro de la catedral de Granada. Como obras no documentadas, aunque atribuidas y en las que se advierte su estilo, cabe citar: el camarín de Nuestra Señora del Rosario de Granada (1727-1756), el retablo de Nuestra Señora de las Angustias de Granada (1729-1760), el hospital de San Juan de Dios de Lucena (1747-1755), la portada del convento de Madre de Dios de Antequera (1747-1751) y la portada del hospital de San Juan de Dios de Martos (Jaén). A esto hay que añadir la extensa relación de informes periciales, que realizó a cerca de diferentes construcciones en diversas poblaciones andaluzas y de los que se dará constancia más adelante.
La documentación señala el otoño de 1717 como la fecha en que José de Bada se hizo cargo de las obras dependientes del cabildo eclesiástico, cuando solamente tenía veintiséis años y gozaba ya entonces de buena reputación como arquitecto. La primera obra de la que se hace cargo es el pasadizo del Sagrario de Granada. Las obras de la iglesia del Sagrario habían sido proyectadas e iniciadas por Francisco Hurtado Izquierdo en 1705 y cuando abandonó el proyecto los trabajos se encontraban, aproximadamente, en las bóvedas de la cripta. La iglesia es un cuadrado, en el que se inscribe una cruz griega, reservándose el centro geométrico a la cúpula de media naranja sobre un cuerpo de luces ochavado. La portada se encuentra en la fachada principal, situada a los pies de la iglesia, realizada en mármol gris de la sierra Elvira, la cual no se ajusta al modelo de Hurtado. Consta de dos cuerpos, en los que dos pares de columnas corintias enmarcan la puerta de medio punto, en el inferior, y tres nichos en el superior.
En 1719 es llamado a la catedral de Málaga con el fin de que se hiciera cargo de la finalización de la misma. El 11 de abril de 1722 es nombrado maestro mayor de la catedral de Granada y el 8 de octubre del mismo año consigue idéntico cargo para la de Málaga. La catedral malagueña estaba parcialmente acabada, pero se había perdido la planta primitiva. También se encontró con un problema urbanístico en el entorno de la misma. Las obras las inició por los pies, es decir, por la fachada principal. Bada prolongó las naves, haciéndolas de nueva planta, las cuales cubrió con un total de doce bóvedas, distribuidas en tres naves, desde el comienzo del coro hasta la fachada. En los costados del templo proyectó cuatro torres más de cantería, rematadas en cúpulas, más dos grandes portadas laterales.
La autoría de las obras del hospital e iglesia de San Juan de Dios, por parte de José de Bada, se conocen gracias al cronista oficial de la Orden Hospitalaria. Posiblemente, Alonso Pantoja, canónigo tesorero de la catedral y juez conservador del hospital de San Juan de Dios, fue el que puso en contacto a José de Bada con fray Alonso de Jesús y Ortega, prior del hospital y luego superior general de la Orden. Las obras del hospital consistieron, fundamentalmente, en la escalera principal, que comunica entre sí los dos claustros, un nuevo claustro contiguo al primero, en el solar que había sido patio de carros. En la primera planta del primer claustro se construyó un oratorio y en la planta baja, junto a la escalera, la celda del padre Ortega. Además de estas dependencias, se realizaron reformas en determinadas enfermerías, así como se construyeron otras nuevas. Todas las obras se efectuaron entre 1734 y 1748. En cambio, los trabajos de la nueva iglesia se prolongaron hasta 1759. De planta de cruz latina, la iglesia se halla todavía dentro de un barroco sin estridencias arquitectónicas fundamentales. Toda la obra forma un conjunto bellamente ensamblado entre sí, en el que la luz muy alta, como en todos los trabajos de Bada, se tamiza a través de vidrieras, para resbalar después en la superficie cóncava de la bóveda. Completan el conjunto la enorme media naranja sobre tambor y las pinturas que decoran los muros, así como las imágenes intercaladas en la cúpula y los pilares centrales. Formas, luz y color producen el milagro de un espacio característico, dinámico, en el que el horror vacui es el punto perenne de partida y la meta, la movilidad del conjunto.
Los contactos que Bada tuvo con otros arquitectos contemporáneos ponen de manifiesto el concepto que les merecía. Para ellos fue el maestro indiscutible, quien se avenía con la opinión del entendido y rechazaba lo que no era conforme a arte. Para algunos de ellos era “sujeto versado en las reglas que proceden de la buena arquitectura”. Así, su obra del Sagrario granadino está hecha “con perfección y atildamiento en las Reglas de Arquitectura, gobierno y disposición en la simetría de las líneas”.
La muerte le sorprendió en plena actividad. Así, en 1755 deja terminadas las cuatro bóvedas mayores de la catedral de Málaga, el tabernáculo del Sagrario y el correspondiente cancel, y es inaugurado el convento-hospital de San Juan de Dios de Lucena. El propio Bada solicita del Cabildo de Granada el nombramiento de maestro mayor perpetuo, al tiempo que declara su personalidad como arquitecto. Finalmente, el 26 de diciembre de 1755 recibe sepultura en la parroquia de Nuestra Señora de las Angustias de Granada.
Obras:
- Iglesia del Sagrario, Granada (alzado, cúpula y bóvedas, templete y portada), 1717;
- Pasadizo de la iglesia del Sagrario a la Capilla Real, Granada, 1717;
- Torre de la Compañía de Jesús, Granada, 1719;
- Intervenciones en la catedral, Málaga (alzado de las naves y cubiertas desde el crucero, portada principal, torres campanario, portadas y cubos laterales); Hospital de San Juan de Dios, Granada, 1734-1748;
- Iglesia de San Juan de Dios, Granada, 1734-1759;
- Trascoro de la catedral, Granada, 1737-1742;
- Como obras no documentadas se le atribuye la intervención en: camarín de Nuestra Señora del Rosario, Granada; iglesia del convento de Santa Cruz la Real, 1727-1756; retablo mayor de la basílica de Nuestra Señora de las Angustias, Granada; hospital de San Juan de Dios, Lucena, 1747-1755; portada del convento de Madre de Dios, Antequera, 1747-1751, y portada del hospital de San Juan de Dios, Martos, 1753-1759.